# لندر جی (یات)
لندر جی ( (به انگلیسی: Leander G (yacht)) یک کشتی است که طول آن ۷۵ متر (۲۴۶ فوت ۱ اینچ) Length overall می‌باشد. این کشتی در سال ۱۹۹۲ ساخته شد.